# Mayate
Mayate (en àrab ميات, Mayāt; en amazic ⵎⴰⵢⴰⵟ) és una comuna rural de la província d'El Kelâa des Sraghna, a la regió de Marràqueix-Safi, al Marroc. Segons el cens de 2014 tenia una població total de 12.101 persones.